# La Roche Longue (Saint-Marcan)

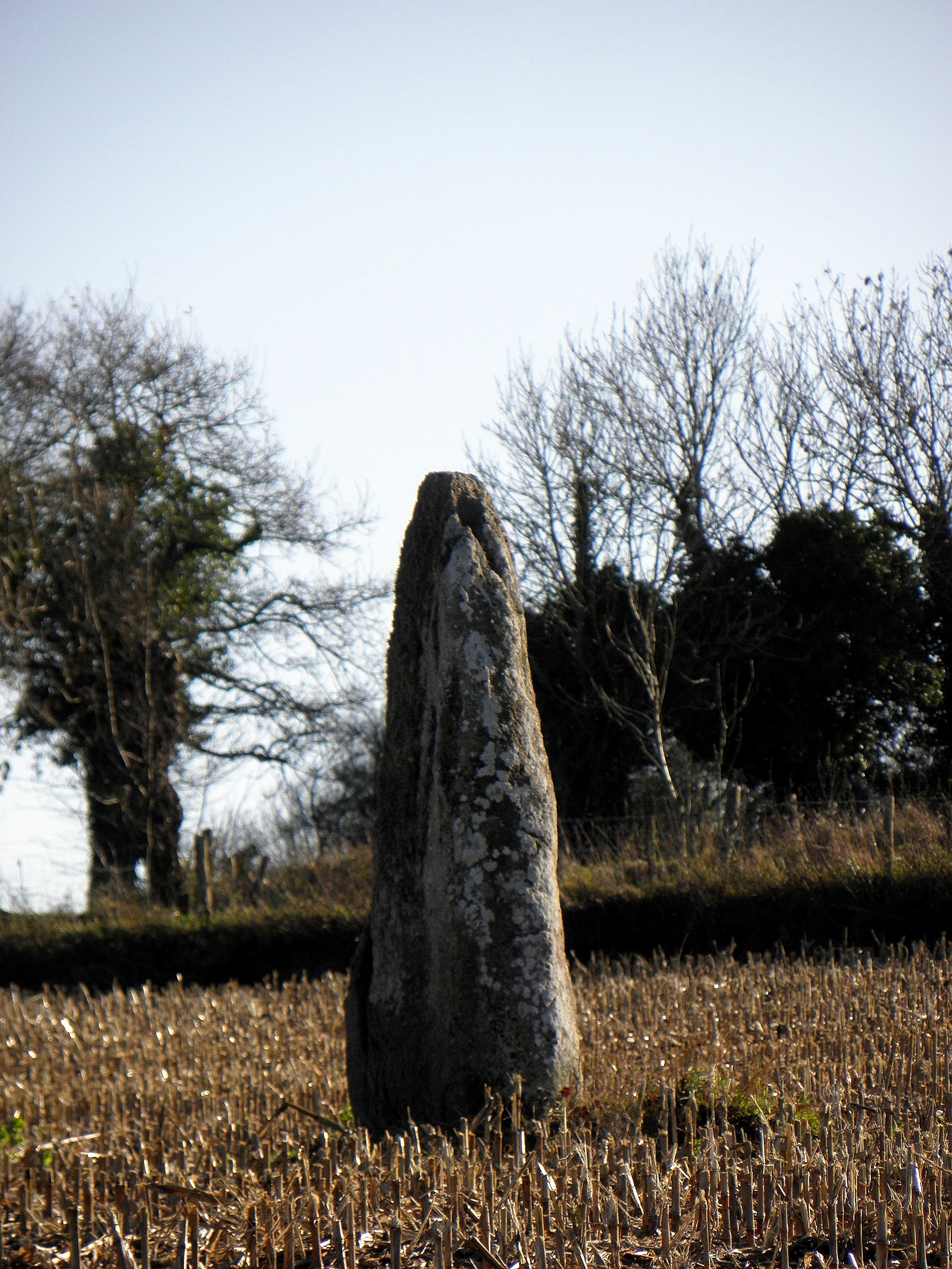
La Roche Longue von Saint-Marcan

Der Menhir La Roche Longue steht in der Mitte eines Feldes südlich der Straße D 89, zwischen dem Friedhof und dem Croix Seigneur, etwa 200 m südöstlich des Dorfes Saint-Marcan bei Dol-de-Bretagne, an einem Hang mit Blick auf die Bucht von Le Mont-Saint-Michel, im Département Ille-et-Vilaine in der Bretagne in Frankreich.
Es ist ein 2,9 Meter hoher, plattenartiger Menhir mit Ost-West ausgerichteten Seiten.
Der Menhir stammt aus der Jungsteinzeit und wurde 1933 als Monument historique klassifiziert.